# チャン・ヒョンスン
チャン・ヒョンスン（張賢勝、1989年9月3日 - ）は、韓国の歌手。

## 来歴
デビュー前のBIGBANGのメンバー候補だったが、最終的な選抜で落ちた。その後CUBEエンターテインメントの練習生になって、2009年BEASTのリードボーカルとして2011年12月、4Minuteのヒョナとユニット・『Trouble Maker』を結成。2015年にミニアルバム『MY』でソロデビューした。2016年4月19日、BEASTのメンバー5人の異なる音楽の方向性と性格の違いで脱退し、ソロで活動することに決めた。2017年7月27日、シングルアルバム『HOME』を発売。2018年7月24日に現役軍入隊した。

## ディスコグラフィ

### デジタル・シングル
- 《`A CUBE` FOR SEASON＃WHITE》(2013年1月3日)

### ミニ・アルバム
- 《MY》（2015年5月8日）

1. It's Me
2. お前が初めてだ（Feat. GIRIBOY）
3. ギェラン別れ（Feat.ウサギ）
4. 下品な冗談
5. 私
6. 愛していると

## 受賞歴
- 第4回Vチャート賞（2016年）